# Otto Rudolf Salvisberg
Otto Rudolf Salvisberg (ur. 19 października 1882, zm. 23 grudnia 1940) – szwajcarski architekt.

## Życiorys
Urodził się w 1882 roku. Od 1901 roku uczęszczał do szkoły budowlanej w Biel, którą ukończył z wyróżnieniem w 1904 roku. Następnie studiował na Uniwersytecie Technicznym w Monachium, gdzie wykładali August Thiersch, Friedrich von Thiersch i Karl Hocheder. Około 1905 roku przeprowadził się do Karlsruhe i podjął pracę w biurze architektów Roberta Curjela i Karla Mosera. Jednocześnie słuchał wykładów Carla Schäfera[1] na Politechnice.
Od 1908 roku pracował w Berlinie[2] w biurze Johanna Emila Schaudta, które prowadził wspólnie z Paulem Zimmerreimerem, twórców m.in. domu handlowego KaDeWe w Berlinie. Po podziale biura Salvisberg pozostał przy Zimmerreimerze.
Ostatecznie w 1914 roku otworzył własne biuro, razem z Otto Brechbühlem. W trakcie I wojny światowej obaj współpracowali z Paulem Schmitthennerem nad rozbudową zaprojektowanego przez niego i realizowanego w latach 1914–1917 miasta-ogrodu Staaken w Berlinie-Spandau.
Aż do 1930 roku Salvisberg projektował w Berlinie. Realizował różnorodne zadania, m.in. fabryki filmowej Geyer, domu parafialnego przy kościele Matthäuskirche oraz osiedli mieszkaniowych Onkel Tom Hütte (Berlin-Zehlendorf) i Weisse Stadt (Berlin-Reinickendorf)[1]. We Wrocławiu zaprojektował kompleks wojskowy w kwartale między ulicami Pretficza, Gajowicką, Sztabową i Łączności[1].
Współpracownik Salvisberga, Brechbühl, wrócił w 1922 roku do Szwajcarii, gdzie w Bernie prowadził filię biura berlińskiego. Ich wspólne projekty wygrywały wiele konkursów architektonicznych, m.in. na Lory-Spital (dziś Szpital Uniwersytecki w Bernie), żłobek Elfenau, czy nowe budynki dla Uniwersytetu w Bernie. W 1929 roku Salvisberg został powołany na stanowiska profesora architektury na Politechnice w Zurychu, jako następca Karla Mosera. W 1930 roku przeprowadził się ostatecznie do Szwajcarii, gdzie zaprojektował m.in. laboratorium maszynowe dla Politechniki w Zurychu. W latach 30. pełnił także funkcję głównego architekta koncernu farmaceutycznego Hoffmann-La Roche, dla którego wykonał projekty głównej siedzimy w Bazylei, a także budynków w Wielkiej Brytanii i Włoszech.
Salvisberg zmarł na zawał podczas jazdy na nartach w Arosie, 23 grudnia 1940 roku.

## Wybrane dzieła[2]
- 1911: projekt konkursowy zabudowy Cecilienplatz w Berlinie-Frohnau,
- 1912: kamienice w Berlinie-Schmargendorf, Hohenzollerndamm 87, Egerstr. 12,
- 1912: dom rodziny Nautze w Berlinie-Dahlem, Drosselweg 3,
- 1912: lokal taneczny Bal Tabarin w Berlinie-Mitte, Jägerstr. 58,
- 1912: dom handlowy Prächtel w Berlinie-Mitte, Schützenstr.,
- 1912–1913: dom handlowo-biurowy Lindenhaus w Berlinie-Kreuzberg, Lindenstr. 38/Oranienstr. 98 (rozebrany w 1965),
- 1916–1919: osiedle robotnicze Piesteritz pod Wittenbergą,
- 1917: projekt powiększenia miasta-ogrodu Staaken w Berlinie-Spandau,
- 1918–1929: osiedle Elsengrund w Berlinie-Köpenick,
- 1919: dom Richter w Berlinie-Dahlem, Rheinbabenallee 42,
- 1920: osiedle w Nauen,
- 1920–1921: osiedle dla robotników fabryki Weimann-Werke w Světec (Czechy),
- 1920–1926: rozbudowa osiedla górniczego Oberdorstfeld w Dortmundzie-Dorstfeld,
- 1921–1922: dom własny w Berlinie-Südende, Öhlertstr. 13 (nie istnieje),
- 1922: dom Schmidt w Berlinie-Zehlendorf, Forststr. 44,
- 1922: siedziba firmy Vox w Berlinie, Potsdammerstr. (nie istnieje),
- 1923–1924: dom Tang w Berlinie-Dahlem, Am Hirschsprung (nie istnieje),
- 1923–1924: osiedle dla robotników Bayerische Kraftwerke AG w Garching an der Alz (Górna Bawaria),
- 1924–1925:domy szeregowe przy dworcu szybkiej kolei miejskiej (S-Bahn) Botanischer Garten w Berlinie-Lichterfelde,
- 1924–1929: Loryspital w Bernie, Freiburgstr.,
- 1925: projekt konkursowy na zabudowę na skraju Tempelhofer Feld w Berlinie-Tempelhof,
- 1925–1926: kompleks bloków wielorodzinnych w Berlinie-Lichterfelde, Hortensienstr., Geranienstr.,
- 1926: dom wielorodzinny w Berlinie-Lichterfelde, Tulpenstr.,
- 1926–1928: osiedle Onkel Toms Hütte w Berlinie-Zehlendorf (współpraca Bruno Tautem i Hugo Häringiem),
- 1926–1928: siedziba Szwajcarskiego Banku Ludowego w Solurze,
- 1927: dom dla dr Maxa Brunna w Berlinie-Wilmersdorf, Binger Str. 53,
- 1927–1928: fabryka Geyer-Werke AG w Berlinie-Neukölln, Harzer Str. 39,
- 1927–1928: ewangelicki kościół pw. Świętej Trójcy w Berlinie-Steglitz, Albrechtstr.,
- 1927–1929: sztab we Wrocławiu, ul. Gajowicka 122-126,
- 1927–1928: domy wielorodzinne i zajezdnia w Berlinie-Charlottenburgu, Knobelsdorffstr.,
- 1928: fasada i wystrój sklepu perfumerii Scherk w Berlinie-Charlottenburgu, Kurfürstendamm (nie istnieje),
- 1928: osiedle Attilahöhe in Berlinie-Tempelhof (współpraca z Bruno Tautem i Franzem Hoffmannem), Attilastr.,
- 1928: dom Wiertz w Berlinie-Dahlem, Patschkauer Weg,
- 1928–1930: dom parafialny wspólnoty ewangelickiej przy Matthiäuskirche w Berlinie-Steglitz, Schloßstr. 44,
- 1928–1931: żłobek w Elfenau w Bernie, Elfenauweg 68,
- 1928–1931: osiedle Schillerpromenade w Berlinie-Reinickendorf, znane lepiej jako „Białe Miasto” („Weiße Stadt“) (współpraca z Wilhelmem Büningiem, Bruno Ahrendsem i Ludwig Lesser). W lipcu 2008 osiedle „Białe Miasto” zostało wpisane na listę światowego dziedzictwa UNESCO.
- 1929: przebudowa domu handlowego Dierig w Berlinie-Mitte, Spandauer Str. (nie istnieje),
- 1929–1930: budynek administracyjny Deutsche Krankenversicherung w Berlinie-Schöneberg, Innsbrucker Str. 26/27,
- 1929–1930: dom Flechtheim w Berlinie-Grunewald, Douglasstr. 12,
- 1929–1930: budynki dla Uniwersytetu w Bern, Bühlstr.,
- 1930–1933: ciepłownia i laboratorium maszynowe Politechniki w Zurychu, Sonneggstr.,
- 1931: SUVA-Haus w Bernie, Laupenstr.,
- 1931: dom własny w Zurychu, Restelbergstr.,
- 1932–1934: dom Barell w Bazylei, Rennweg 62,
- 1936: budynek administracyjny koncernu Hoffmann-La Roche AG w Bazylei, Grenzocherstr.,
- 1936–1937: fabryka koncernu Hoffmann-La Roche AG w Welwyn, w Wielkiej Brytanii,
- 1937–1938: szpital dziecięcy i poliklinika chirurgiczna w Zurychu, Steinwiesstr.,
- 1938: budynek produkcyjny i laboratoryjny dla koncernu Hoffmann-La Roche AG w Bazylei,
- 1939–1940: dom handlowy Bleicherhof w Zurychu, Bleicherweg 18-20.